# 659-й истребительный авиационный полк
659-й истребительный авиационный Галацкий Краснознамённый орденов Суворова и Кутузова полк — воинская часть Вооружённых сил СССР в Великой Отечественной войне.

## Наименования полка
- 659-й истребительный авиационный полк[1];
- 659-й истребительный авиационный Галацкий полк[1];
- 659-й истребительный авиационный Галацкий ордена Кутузова полк[1];
- 659-й истребительный авиационный Галацкий Краснознамённый ордена Кутузова полк[1];
- 831-й истребительный авиационный Галацкий Краснознамённый ордена Кутузова полк[1];
- 831-я истребительная авиационная Галацкая Краснознамённая ордена Кутузова бригада ВВС Украины (с 01.1992 г.)[1].

## История
Полк формировался с ноября 1941 года как 659-й лёгкий бомбардировочный авиационный полк в Среднеазиатском военном округе, уже на 1 января 1942 года в боевом составе числится как истребительный. Был вооружён самолётами И-15 бис.
В составе действующей армии с 4 января 1942 по 15 марта 1942, с 15 июня 1942 по 6 июля 1942, с 27 октября 1942 по 23 марта 1943 и с 31 мая 1943 по 9 мая 1945 года.
С 4 января 1942 года до 15 марта 1942 года действует у озера Селигер и близлежащих районах, входя до 22 февраля 1942 года в состав 4-й смешанной авиационной дивизии, а затем в состав ВВС Калининского фронта. Базируется на аэродроме Жилино, Осташковского района, Калининской области.
24 января 1942 года одержана первая известная воздушная победа полка в Отечественной войне: ст. л-т Смешков В. М. в воздушном бою в р-не с. Шиборово сбил немецкий бомбардировщик Ju-88.
15 марта 1942 года отведён на переформирование, перевооружён самолётами Як-1.
Вновь поступил в действующую армию 15 июня 1942 года, попал в состав 268-й истребительной дивизии, в июне 1942 года действует, в частности в районе Чугуева. По-видимому, быстро понёс большие потери, так как уже 6 июля 1942 года вновь отправлен на переформирование.
Проходил переформирование в 3-й запасной авиационной бригаде в Саратове.
В конце октября 1942 года прибыл под Сталинград, где действует в частности, в районе Клетской, прикрывая переправу через Дон. Базировался на полевом аэродроме в 20 километрах северо — восточнее города Серафимовичи. В январе-феврале 1943 года действует в Ворошиловградской области. 23 марта 1943 года вновь выведен на переформирование.
Также проходил переформирование в 3-й запасной авиационной бригаде в Саратове. В мае 1943 года перелетел в район Старобельска, в первых числах июля 1943 года перелетел в район Сватово Вновь боевую деятельность начал со штурмовки и прикрытия штурмовиков при налёте на вражеский аэродром в районе Краматорска, затем ведёт бои над Балаклеей, Изюмом, Барвенково в ходе Изюм-Барвенковской операции. В сентябре 1943 года перебазируется на полевой аэродром Красноармейск.
До середины октября 1943 года действует в районе Запорожья. После операции полк был перевооружён и с этого времени на вооружении полка состояли самолёты Як-1, Як-1б,Як-7, Як-9, Як-9П. Затем полк перебазировался на аэродром Мокрое под Запорожьем. В течение трёх с половиной месяцев полк действует над Никополем, Апостолово, Кривым Рогом. В марте 1943 года полк перебазировался на аэродром на окраине Кривого Рога.
В марте-апреле 1944 года ведёт боевую деятельность в полосе наступления 8-й гвардейской армии, во второй половине апреля 1944 года перелетел в Одессу, затем действует в районе Днестра и плацдармов на нём.
Участвует в Ясско-Кишинёвской операции, действует в низовьях Прута. К 14 сентября 1944 года перелетел на аэродром в районе Софии, прикрывает город от налётов и ведёт разведку. Полк участвует в операции по прикрытию частного воздушного десанта, с целью захвата немецкой военной миссии, спешно эвакуировавшейся железной дорогой.
Во второй половине октября 1944 года перелетел на дунайский остров Темисезигет на территории Югославии, где и базируется в ходе проведения Белградской операции. 7 ноября 1944 года полк участвовал в воздушном бою с P-38 «Лайтнинг» американских ВВС, которые по ошибке атаковали советскую танковую колонну северо-западнее Белграда. В начале ноября 1944 года полк перелетел на аэродром в районе венгерского города Капошвар и с этого момента вплоть до конца марта 1945 года действует в районе Будапешта. 23 декабря 1944 года первые самолёты полка перебазировались на аэродром в Секешфехерваре, улетели оттуда на восточный берег Дуная 19 января 1945 года, в результате контрудара немецких войск. C января 1945 года действует на самолётах Як-3.
Затем вёл боевые действия в ходе Венской операции.

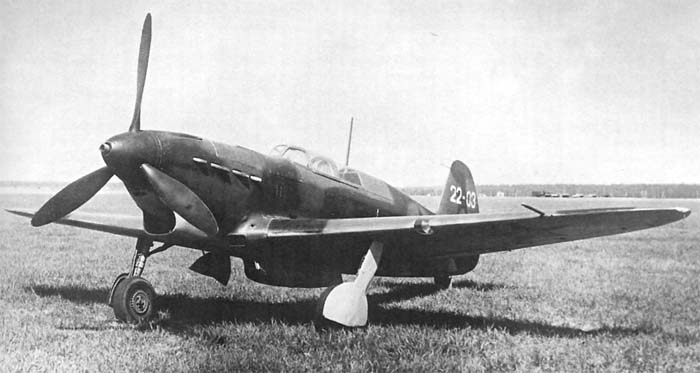
Истребитель Як-7

## В действующей армии
В составе действующей армии:
- с 4 января 1942 года по 15 марта 1942 года
- с 14 июня 1942 года по 6 июля 1942 года
- с 27 октября 1942 года по 23 марта 1943 года
- с 31 мая 1943 года по 9 мая 1945 года

## Подчинение
| Дата            | Фронт (округ)                 | Армия                | Корпус                           | Дивизия                                  | Примечания          |
| --------------- | ----------------------------- | -------------------- | -------------------------------- | ---------------------------------------- | ------------------- |
| 01.12.1941 года | Среднеазиатский военный округ | -                    | -                                | -                                        | -                   |
| 01.01.1942 года | Резерв Ставки ВГК             | -                    | -                                | -                                        | -                   |
| 01.02.1942 года | Калининский фронт             | 4-я ударная армия    | -                                | 4-я смешанная авиационная дивизия        | -                   |
| 01.03.1942 года | Калининский фронт             | -                    | -                                | -                                        | -                   |
| 01.04.1942 года | Резерв Ставки ВГК             | -                    | -                                | -                                        | -                   |
| 01.05.1942 года | Приволжский военный округ     | -                    | -                                | -                                        | на переформировании |
| 01.06.1942 года | Приволжский военный округ     | -                    | -                                | -                                        | на переформировании |
| 01.07.1942 года | Юго-Западный фронт            | 8-я воздушная армия  | -                                | 268-я истребительная авиационная дивизия | -                   |
| 01.08.1942 года | Приволжский военный округ     | -                    | -                                | -                                        | на переформировании |
| 01.09.1942 года | Приволжский военный округ     | -                    | -                                | -                                        | на переформировании |
| 01.10.1942 года | Приволжский военный округ     | -                    | -                                | -                                        | на переформировании |
| 01.11.1942 года | Юго-Западный фронт            | -                    | 1-й смешанный авиационный корпус | 288-я истребительная авиационная дивизия | -                   |
| 01.12.1942 года | Юго-Западный фронт            | 17-я воздушная армия | 1-й смешанный авиационный корпус | 288-я истребительная авиационная дивизия | -                   |
| 01.01.1943 года | Юго-Западный фронт            | 17-я воздушная армия | 1-й смешанный авиационный корпус | 288-я истребительная авиационная дивизия | -                   |
| 01.02.1943 года | Юго-Западный фронт            | 17-я воздушная армия | 1-й смешанный авиационный корпус | 288-я истребительная авиационная дивизия | -                   |
| 01.03.1943 года | Юго-Западный фронт            | 17-я воздушная армия | 1-й смешанный авиационный корпус | 288-я истребительная авиационная дивизия | -                   |
| 01.04.1943 года | Резерв Ставки ВГК             | -                    | 1-й смешанный авиационный корпус | 288-я истребительная авиационная дивизия | -                   |
| 01.05.1943 года | Резерв Ставки ВГК             | -                    | 1-й смешанный авиационный корпус | 288-я истребительная авиационная дивизия | -                   |
| 01.06.1943 года | Резерв Ставки ВГК             | -                    | 1-й смешанный авиационный корпус | 288-я истребительная авиационная дивизия | -                   |
| 01.07.1943 года | Юго-Западный фронт            | 17-я воздушная армия | 1-й смешанный авиационный корпус | 288-я истребительная авиационная дивизия | -                   |
| 01.08.1943 года | Юго-Западный фронт            | 17-я воздушная армия | 1-й смешанный авиационный корпус | 288-я истребительная авиационная дивизия | -                   |
| 01.09.1943 года | Юго-Западный фронт            | 17-я воздушная армия | 1-й смешанный авиационный корпус | 288-я истребительная авиационная дивизия | -                   |
| 01.10.1943 года | Юго-Западный фронт            | 17-я воздушная армия | 1-й смешанный авиационный корпус | 288-я истребительная авиационная дивизия | -                   |
| 01.11.1943 года | 3-й Украинский фронт          | 17-я воздушная армия | 1-й смешанный авиационный корпус | 288-я истребительная авиационная дивизия | -                   |
| 01.12.1943 года | 3-й Украинский фронт          | 17-я воздушная армия | 1-й смешанный авиационный корпус | 288-я истребительная авиационная дивизия | -                   |
| 01.01.1944 года | 3-й Украинский фронт          | 17-я воздушная армия | 1-й смешанный авиационный корпус | 288-я истребительная авиационная дивизия | -                   |
| 01.02.1944 года | 3-й Украинский фронт          | 17-я воздушная армия | 1-й смешанный авиационный корпус | 288-я истребительная авиационная дивизия | -                   |
| 01.03.1944 года | 3-й Украинский фронт          | 17-я воздушная армия | 1-й смешанный авиационный корпус | 288-я истребительная авиационная дивизия | -                   |
| 01.04.1944 года | 3-й Украинский фронт          | 17-я воздушная армия | 1-й смешанный авиационный корпус | 288-я истребительная авиационная дивизия | -                   |
| 01.05.1944 года | 3-й Украинский фронт          | 17-я воздушная армия | 1-й смешанный авиационный корпус | 288-я истребительная авиационная дивизия | -                   |
| 01.06.1944 года | 3-й Украинский фронт          | 17-я воздушная армия | -                                | 288-я истребительная авиационная дивизия | -                   |
| 01.07.1944 года | 3-й Украинский фронт          | 17-я воздушная армия | -                                | 288-я истребительная авиационная дивизия | -                   |
| 01.08.1944 года | 3-й Украинский фронт          | 17-я воздушная армия | -                                | 288-я истребительная авиационная дивизия | -                   |
| 01.09.1944 года | 3-й Украинский фронт          | 17-я воздушная армия | -                                | 288-я истребительная авиационная дивизия | -                   |
| 01.10.1944 года | 3-й Украинский фронт          | 17-я воздушная армия | -                                | 288-я истребительная авиационная дивизия | -                   |
| 01.11.1944 года | 3-й Украинский фронт          | 17-я воздушная армия | -                                | 288-я истребительная авиационная дивизия | -                   |
| 01.12.1944 года | 3-й Украинский фронт          | 17-я воздушная армия | -                                | 288-я истребительная авиационная дивизия | -                   |
| 01.01.1945 года | 3-й Украинский фронт          | 17-я воздушная армия | -                                | 288-я истребительная авиационная дивизия | -                   |
| 01.02.1945 года | 3-й Украинский фронт          | 17-я воздушная армия | -                                | 288-я истребительная авиационная дивизия | -                   |
| 01.03.1945 года | 3-й Украинский фронт          | 17-я воздушная армия | -                                | 288-я истребительная авиационная дивизия | -                   |
| 01.04.1945 года | 3-й Украинский фронт          | 17-я воздушная армия | -                                | 288-я истребительная авиационная дивизия | -                   |
| 01.05.1945 года | 3-й Украинский фронт          | 17-я воздушная армия | -                                | 288-я истребительная авиационная дивизия | -                   |

## Участие в операциях и битвах
- Сталинградская битва[3] — с 19 ноября 1942 года по 2 февраля 1943 года.
- Среднедонская операция[3] — с 16 декабря 1942 года по 30 декабря 1943 года.
- Ворошиловградская операция «Скачок»[3] — с 29 января 1943 года по 18 августа 1943 года.
- Курская битва — с 5 июля 1943 года по 12 июля 1943 года.
- Изюм-Барвенковская наступательная операция[3] — с 17 июля 1943 года по 27 июля 1943 года.
- Белгородско-Харьковская операция — с 3 августа 1943 года по 23 августа 1943 года.
- Донбасская операция — с 13 августа 1943 года по 22 сентября 1943 года.
- Запорожская операция[3] — с 10 октября 1943 года по 14 октября 1943 года.
- Днепропетровская операция[3] — с 23 октября 1943 года по 5 ноября 1943 года.
- Никопольско-Криворожская наступательная операция[3] — с 30 января 1944 года по 29 февраля 1944 года.
- Березнеговато-Снигиревская операция — с 6 марта 1944 года по 18 марта 1944 года.
- Одесская наступательная операция[3] — с 23 марта 1944 года по 14 апреля 1944 года.
- Ясско-Кишинёвская операция[3] — с 20 августа 1944 года по 29 августа 1944 года.
- Белградская операция — с 28 сентября 1944 года по 20 октября 1944 года.
- Будапештская операция[3] — с 29 октября 1944 года по 13 февраля 1945 года.
- Балатонская оборонительная операция[3] — с 6 марта 1945 года по 15 марта 1945 года.
- Венская наступательная операция[3] — с 16 марта 1945 года по 15 апреля 1945 года.

## Командиры
| Звание         | Имя                        | Период              | Примечание |
| -------------- | -------------------------- | ------------------- | ---------- |
| Капитан, майор | Караулов Г. А.             | 11.1941 — 02.1943   |            |
| Подполковник   | Смешков Василий Мефодьевич | 02.1943 —31.12.1945 |            |
| Полковник      | Пелевин А. П.              | н/д                 |            |

## Награды и наименования
| Награда                    | Дата          | За что получена |
| -------------------------- | ------------- | --- |
| Галацкий                   | 09.09.1944    | Ясско-Кишинёвская операция: за отличие в боях с немецкими захватчиками за овладение городами Измаил и Галац                                                                              |
| Орден Красного Знамени     | 05.04.1945 г. | За образцовое выполнение боевых заданий командования в боях с немецкими захватчиками при овладении городом Будапешт и проявленные при этом доблесть и мужество                           |
| Орден Кутузова III степени | 06.01.1945 г. | За образцовое выполнение боевых заданий командования в боях с немецкими захватчиками при форсировании реки Дунай и прорыве обороны противника и проявленные при этом доблесть и мужество |

## Отличившиеся воины полка
| Награда | Ф. И. О.                    | Должность                        | Звание    | Дата награждения | Данные о вылетах                                                                                              | Примечания |
| ------- | --------------------------- | -------------------------------- | --------- | ---------------- | --- | ---------- |
|         | Фролов, Александр Павлович  | заместитель командира эскадрильи | капитан   | 06.05.1965       | к моменту представления 475 боевых вылетов, лично сбил 13 и в группе 7 самолётов противника.                  | -          |
|         | Дымченко, Пётр Леонтьевич   | заместитель командира эскадрильи | лейтенант | 24.02.1943       | - | посмертно  |
|         | Павловский, Илья Михайлович | заместитель командира эскадрильи | капитан   | 18.08.1945       | к моменту представления 375 боевых вылетов, 95 воздушных боёв, лично сбил 19 и группе 8 самолётов противника. | -          |

## Благодарности Верховного Главнокомандующего
Воины полка удостоены Благодарностей Верховного Главнокомандующего:

| - за освобождение городов Новомосковск, Синельниково, Лозовая и Павлоград - за прорыв обороны противника южнее Бендер - за овладение городом Галац - за овладение городом Браилов - за освобождение города Белград - за форсирование реки Дунай - за овладение городами Секешфехервар и Бичке - за овладение городом Шопрон - за овладение городом Будапешт - за овладение городами Секешфехервар и Веспрем | - за овладение городами Папа и Девечер - за овладение городами Чорно и Шарвар - за овладение городами Сомбатель, Капувар и Кесег - за овладение городами Вашвар и Керменд - за овладение городом Шопрон - за овладение городом Надьканижа - за овладение Винер-Нойштадтом - за овладение городом Вена - за овладение городом Санкт-Пельтен - за овладение городом Брно |

| Як-9 | Як-9УМ | Як-9 |

## Базирование
| Период            | Аэродромы                |
| ----------------- | ------------------------ |
| 04.1945 — 06.1945 | Мюнхендорф, Австрия      |
| 06.1945 — 10.1947 | Ямбол, Румыния           |
| 10.1947 — 1977    | Борисполь, Киев          |
| 1977 — 1992       | Миргород, Украинская ССР |